# Henån
Henån ist eine Ortschaft (Tätort) in der schwedischen Provinz Västra Götalands län und Hauptort der Gemeinde Orust. Die Siedlung ist benannt nach dem gleichnamigen Fluss der hier verläuft. Die Vorsilbe hen bedeutet im lokalen Dialekt Schleifstein und bezieht sich auf den Gesteinsuntergrund, der besonders für diese Werkzeuge geeignet ist. Als Handelszentrum ist Henån vor allem im Sommer wichtig, wenn die Touristenströme auf der Insel Orust einziehen.

## Geschichte
Der Platz wurde 1420 erstmals in einer Schrift als Name eines Gehöftes genannt. Im Gefolge von Handelseinrichtungen und Herbergen, die sich in der Mitte des 19. Jahrhunderts etablierten, wuchs der Ort heran.
Henån erhielt eine permanente Dampfschifflinie und wurde als erster Ort auf Orust zum Badeort erklärt. In den 1960er Jahren entstand eine Landstraße zur Almöbron. Diese günstigen Voraussetzungen hatten zur Folge, dass die Siedlung bei Gründung der Gemeinde Orust 1971 zum Hauptort erklärt wurde.
Bis 1981 entstanden hier die Vindö-Segelyachten, die bis heute im Ort gewartet und restauriert werden.